# دودار
بلدية ذُرذَر أو دودار (بالإسبانية: Dúdar) هي بلدية تقع في مقاطعة غرناطة التابعة لمنطقة أندلوسيا جنوب إسبانيا.

## الديموغرافيا
بلغ عدد سكان بلدية دودار 322 نسمة عام 2011 (وفقاً للمعهد الوطني الإسباني للإحصاء).
| 289 | 292 | 274 | 299 | 296 | 335 | 322 |